# ペプチドナイル
ペプチドナイル（欧字名:Peptide Nile、2018年4月24日 - ）は、日本の競走馬。2024年のフェブラリーステークスの勝ち馬である。
馬名の意味は、冠名+ナイル川より。大きくて雄大で世界の名馬になってほしい。

## 戦績

### 2021年（3歳）
2021年1月5日、中京競馬場第5レースの3歳新馬戦（芝2000m）で富田暁を背にデビュー。末脚を活かせず8着に終わる。続いては未勝利戦に出走。中団から追走したが前に上がって来れず9着となる。
陣営はダート路線に変更。鞍上も岩田望来に変更し、3戦目へ。好位から追走を始め、2着馬に8馬身差の圧勝で初勝利を飾るとともに、ダート適正を証明した。約6ヶ月の休養をし、11月28日の1勝クラスに出走。前団を行きつつ3コーナーで加速して先頭のスレイマンに並んで行き、直線で抜かして連勝。続く2勝クラス・鳥取特別は、鞍上の松田大作の鞭に反応し、直線でのゴールドハイアーとの熾烈な追い比べを制して3連勝。

### 2022年（4歳）
4歳緒戦は3勝クラスの鈴鹿ステークスからとなった。鞍上には武豊を迎えた。先頭でレースを進め、逃げ切りを図ったが後方から鋭い脚で抜け出され3着。続く3勝クラスの横浜ステークスでは1番人気に推されていたが、のちに東京大賞典やドバイワールドカップを制するウシュバテソーロの末脚に負け、2着となった。
約5ヶ月の休養を入れ、3勝クラスの白川郷ステークスに松田大作を再起用した。しかし長期の休養が影響し、中団を追走していたがズルズルと減速してしまい、10着となってしまった。鞍上をクリストフ・ルメールに替え、同月の3勝クラスの赤富士ステークスに参戦。先頭を視界に入れる位置に付け、直線では抜け出しオープン入りを決めた。そしてカノープスステークスに出走。富田暁との久々のタッグだったが、後続馬に抜かされ6着となった。

### 2023年（5歳）
5歳初動はアルデバランステークス。岩田望来との久々のタッグで挑んだレースは、大外からのスタート。中団のままレースを進め、直線で動かしたが伸び足らず4着。ブリリアントステークスは、松岡正海を背に出走。道中は先頭を進んでいたが、後続に抜かされ7着入線。その後の大沼ステークスは富田暁と共に、ディアセオリーとの先頭争いを制し、直線では突き放し勝利。マリーンステークスは藤岡佑介と共に逃げ切り連勝を飾った。
次走に重賞初挑戦としてエルムステークス（GIII）に出走。1番人気に推されたが、ズルズルと順位を落とし13着となった。少しの休養を入れ、みやこステークス（GIII）に参戦。スタートから先頭を進み、直線途中まで維持していたが、セラフィックコールやメイクアリープに交わされ4着。カノープスステークスは先頭を進んだが7着。ベテルギウスステークスからは藤岡佑介と共に出走。先頭には出ず、3番手あたりを追走。直線で馬群を抜け出し、末脚を発揮。先頭のハピを交わし勝利を飾った。

### 2024年（6歳）
6歳始動は1月21日の東海ステークスを選択。前を追走しレースを進めていたが、直線伸びきれず6着。2月18日のフェブラリーステークスは11番人気で迎えた。レースではスタートから好位を追走すると、直線では馬群から抜け出し先頭へ。中団から脚を伸ばしたタガノビューティーやガイアフォースが迫ってきたが、振り切り初重賞制覇、初GI制覇となった。キングカメハメハ産駒のフェブラリーステークス制覇もこれが初となった。鞍上の藤岡佑介は2018年NHKマイルカップのケイアイノーテック以来、約6年ぶりのGI制覇で2度目のGI勝利となった。また、2着に5番人気のガイアフォース、3着には13番人気のセキフウが入り、3連単153万500円の大波乱を演じた。レース後次走のかしわ記念を視野に入れて滋賀県大津市のチャンピオンヒルズに放牧へ出された。

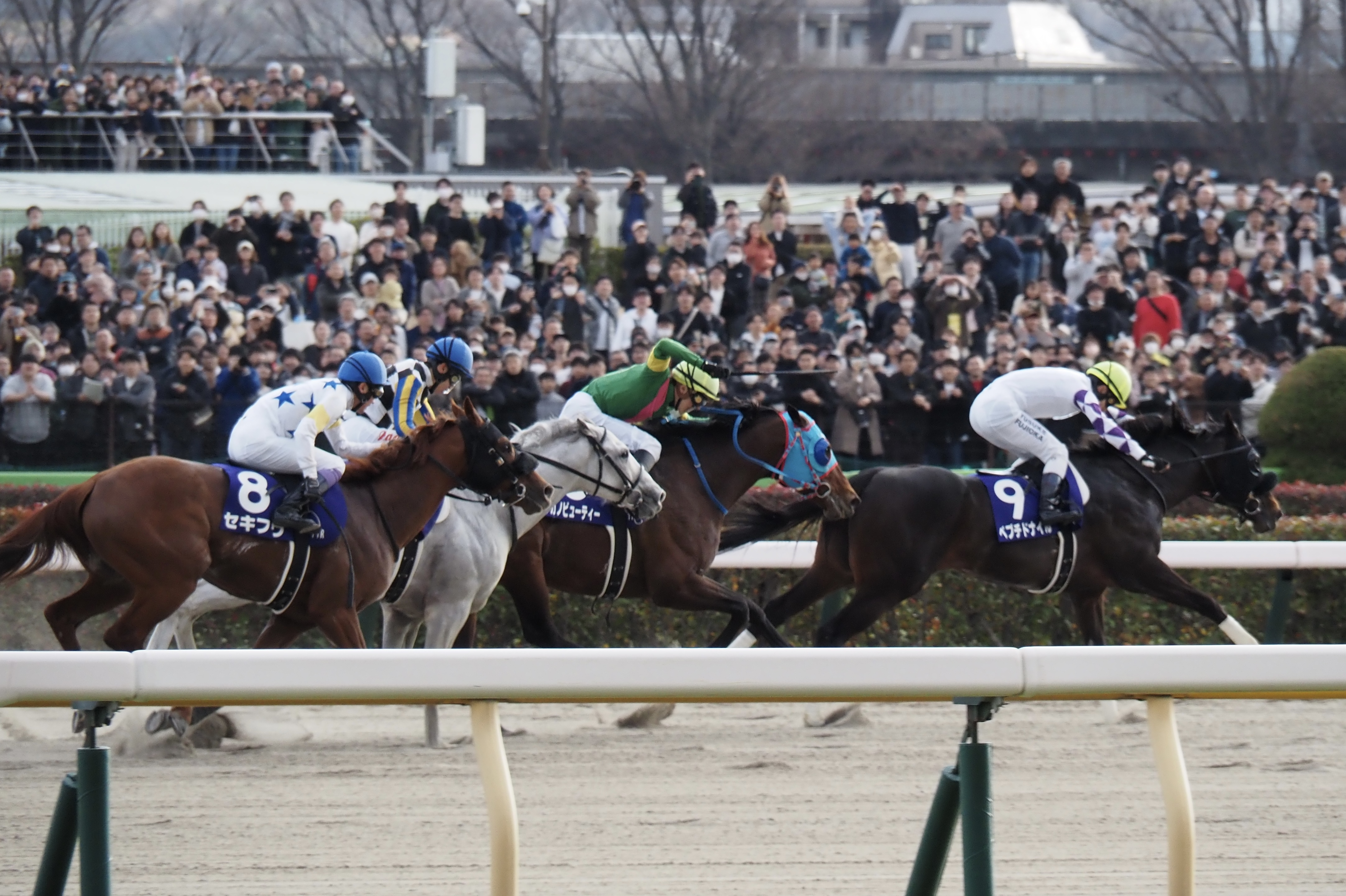
直線で競るペプチドナイル、ガイアフォース、セキフウ、タガノビューティー
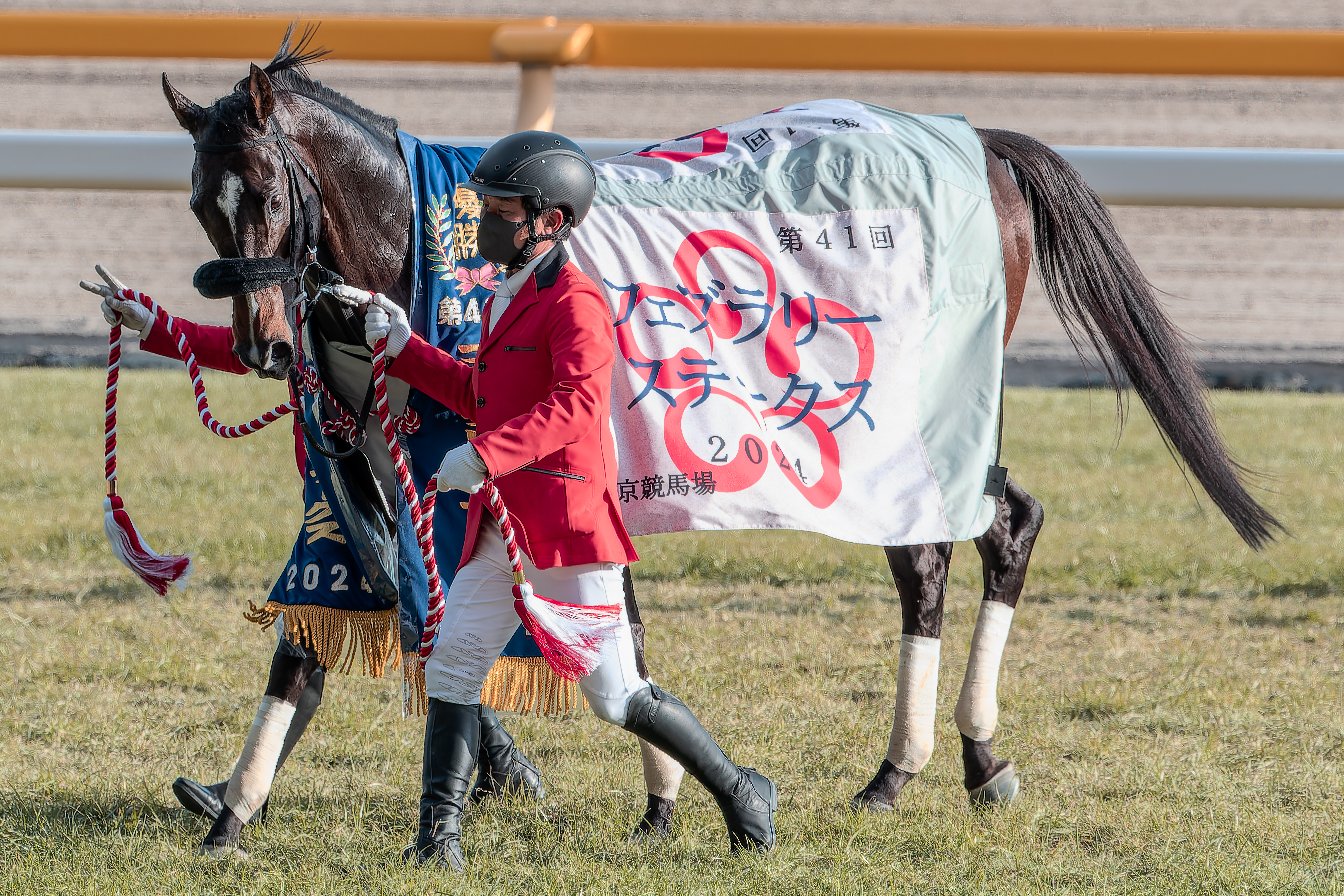
フェブラリーS優勝時
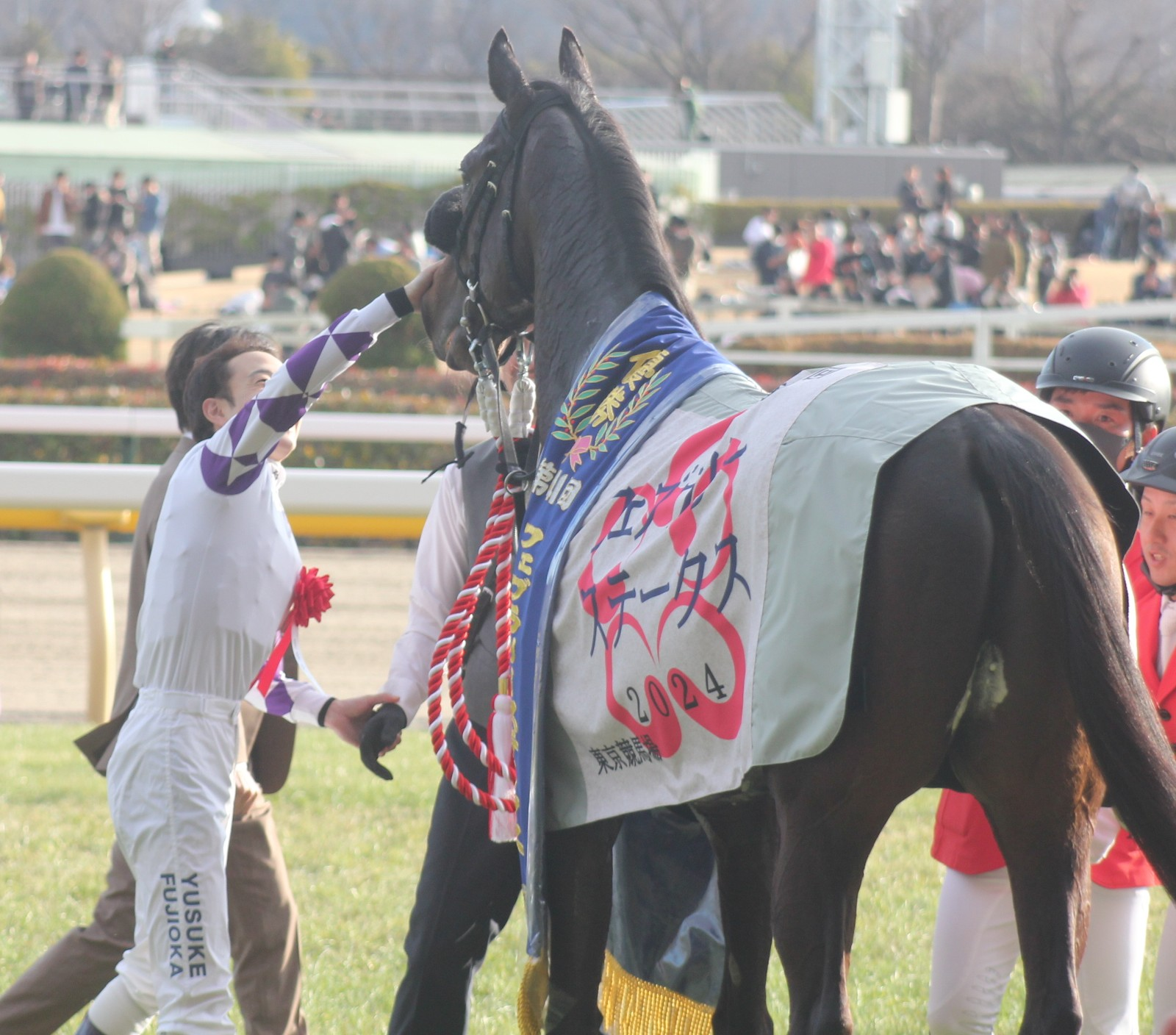
フェブラリーS口取り式にて、ペプチドナイルに触れる藤岡佑介騎手

## 競走成績
以下の内容は、JBISサーチ、netkeiba.com、Racing Postおよびエミレーツ競馬協会の情報に基づく。
| 競走日     | 競馬場   | 競走名          | 格   | 距離（馬場）  | 頭 数 | 枠 番 | 馬 番 | オッズ （人気） | 着順 | タイム （上がり3F） | 着差  | 騎手        | 斤量 [kg] | 1着馬（2着馬）         | 馬体重 [kg] |
| ---------- | -------- | --------------- | ---- | ------------- | ----- | ----- | ----- | --------------- | ---- | ------------------- | ----- | ----------- | --------- | ---------------------- | ----------- |
| 2021.01.05 | 中京     | 3歳新馬         |      | 芝2000m（良） | 16    | 4     | 7     | 021.20（8人）   | 08着 | R2:05.1（34.5）     | -1.5  | 0富田暁     | 55        | エアサージュ           | 508         |
| 0000.04.17 | 阪神     | 3歳未勝利       |      | 芝2200m（重） | 18    | 8     | 18    | 034.1（10人）   | 09着 | R2:17.3（37.7）     | -0.9  | 0富田暁     | 55        | ハギノピリナ           | 510         |
| 0000.05.08 | 中京     | 3歳未勝利       |      | ダ1900m（稍） | 13    | 4     | 4     | 005.80（3人）   | 01着 | R1:59.5（36.4）     | -1.3  | 0岩田望来   | 56        | （グランメテオール）   | 508         |
| 0000.11.28 | 阪神     | 3歳上1勝クラス  |      | ダ1800m（良） | 15    | 7     | 13    | 002.70（2人）   | 01着 | R1:53.2（37.3）     | -0.7  | 0岩田望来   | 55        | （スレイマン）         | 528         |
| 0000.12.26 | 阪神     | 鳥取特別        | 2勝  | ダ1800m（良） | 13    | 3     | 3     | 001.60（1人）   | 01着 | R1:54.3（37.2）     | -0.0  | 0松田大作   | 56        | （ゴールドハイアー）   | 528         |
| 2022.03.27 | 中京     | 鈴鹿S           | 3勝  | ダ1900m（重） | 16    | 3     | 6     | 003.50（2人）   | 03着 | R1:58.0（38.8）     | -0.9  | 0武豊       | 55        | ペルセウスシチー       | 524         |
| 0000.04.30 | 東京     | 横浜S           | 3勝  | ダ2100m（重） | 14    | 6     | 9     | 003.20（1人）   | 02着 | R2:08.8（35.5）     | -0.7  | 0武豊       | 57        | ウシュバテソーロ       | 526         |
| 0000.10.02 | 中京     | 白川郷S         | 3勝  | ダ1900m（良） | 15    | 2     | 2     | 003.50（2人）   | 10着 | 02:01.2（39.6）     | -2.2  | 0松田大作   | 57        | ヴィアメント           | 534         |
| 0000.10.22 | 東京     | 赤富士S         | 3勝  | ダ2100m（良） | 11    | 6     | 6     | 002.90（1人）   | 01着 | R2:11.0（37.1）     | -0.5  | 0C.ルメール | 57        | （ショウナンアーチー） | 530         |
| 0000.11.27 | 阪神     | カノープスS     | OP   | ダ2000m（良） | 16    | 8     | 16    | 008.20（4人）   | 06着 | R2:04.9（39.1）     | -1.2  | 0富田暁     | 55        | ウシュバテソーロ       | 528         |
| 2023.02.04 | 中京     | アルデバランS   | OP   | ダ1900m（良） | 16    | 8     | 16    | 005.80（3人）   | 04着 | R2:00.0（37.4）     | -0.3  | 0岩田望来   | 57        | メイショウフンジン     | 530         |
| 0000.04.30 | 東京     | ブリリアントS   | L    | ダ2100m（良） | 16    | 2     | 4     | 004.60（2人）   | 07着 | R2:11.0（37.9）     | -1.0  | 0松岡正海   | 57        | ディクテオン           | 530         |
| 0000.06.25 | 函館     | 大沼S           | L    | ダ1700m（稍） | 13    | 7     | 10    | 004.50（3人）   | 01着 | R1:43.1（36.7）     | -0.5  | 0富田暁     | 57        | （セキフウ）           | 536         |
| 0000.07.08 | 函館     | マリーンS       | OP   | ダ1700m（良） | 14    | 6     | 10    | 003.10（1人）   | 01着 | R1:43.0（36.1）     | -0.6  | 0藤岡佑介   | 57.5      | （ルコルセール）       | 530         |
| 0000.08.06 | 札幌     | エルムS         | GIII | ダ1700m（不） | 14    | 3     | 3     | 003.00（1人）   | 13着 | R1:45.0（38.2）     | -2.2  | 0富田暁     | 57        | セキフウ               | 536         |
| 0000.11.05 | 京都     | みやこS         | GIII | ダ1800m（良） | 16    | 6     | 12    | 020.80（7人）   | 04着 | R1:51.5（38.0）     | -0.6  | 0富田暁     | 57        | セラフィックコール     | 530         |
| 0000.11.26 | 京都     | カノープスS     | OP   | ダ1900m（良） | 16    | 7     | 14    | 005.50（2人）   | 07着 | R1:58.1（38.8）     | -0.6  | 0富田暁     | 58        | ウェルカムニュース     | 534         |
| 0000.12.28 | 阪神     | べテルギウスS   | L    | ダ1800m（良） | 15    | 8     | 15    | 006.10（2人）   | 01着 | R1:52.1（36.9）     | -0.1  | 0藤岡佑介   | 59        | （ハピ）               | 530         |
| 2024.01.21 | 中京     | 東海S           | GII  | ダ1800m（重） | 16    | 3     | 6     | 006.30（3人）   | 06着 | R1.49.7（36.2）     | -0.5  | 0藤岡佑介   | 57        | ウィリアムバローズ     | 534         |
| 0000.02.18 | 東京     | フェブラリーS   | GI   | ダ1600m（良） | 16    | 5     | 9     | 038.0（11人）   | 01着 | R1:35.7（37.5）     | -0.2  | 0藤岡佑介   | 58        | （ガイアフォース）     | 528         |
| 0000.05.01 | 船橋     | かしわ記念      | JpnI | ダ1600m（不） | 13    | 7     | 10    | 005.40（3人）   | 03着 | R1:39.7（39.4）     | -0.7  | 0藤岡佑介   | 57        | シャマル               | 532         |
| 0000.10.14 | 盛岡     | MCS南部杯       | JpnI | ダ1600m（良） | 15    | 8     | 14    | 004.80（2人）   | 02着 | R1:36.0（36.6）     | -0.1  | 0藤岡佑介   | 57        | レモンポップ           | 530         |
| 0000.12.01 | 中京     | チャンピオンズC | GI   | ダ1800m（良） | 16    | 2     | 4     | 006.80（3人）   | 05着 | R1:50.5（37.1）     | -0.4  | 0藤岡佑介   | 58        | レモンポップ           | 534         |
| 2025.02.23 | 東京     | フェブラリーS   | GI   | ダ1600m（良） | 16    | 6     | 11    | 006.20（4人）   | 04着 | R1:35.9（35.8）     | -0.2  | 0藤岡佑介   | 58        | コスタノヴァ           | 532         |
| 0000.04.05 | メイダン | ゴドルフィンM   | G2   | ダ1600m（Fs） | 14    | 9     | 11    | 005.00（3人）   | 11着 | R1:41.58            | -4.89 | 0藤岡佑介   | 57        | Raging Torrent         | 計不        |

- 海外の競走の「枠番」欄にはゲート番を記載
- 海外のオッズ・人気はRacing Postのもの（日本式のオッズ表記とした）
- 競走成績は2025年4月5日現在

## 血統表
| ペプチドナイルの血統            | ペプチドナイルの血統                                                        | ペプチドナイルの血統                                                        | （血統表の出典）                                                            | （血統表の出典）  |
| 父系                            | キングマンボ系（ミスタープロスペクター系）                                  | キングマンボ系（ミスタープロスペクター系）                                  | キングマンボ系（ミスタープロスペクター系）                                  | [ § 2 ]           |
| 父 キングカメハメハ 2001 鹿毛   | 父の父Kingmambo 1990 鹿毛                                                   | Mr. Prospector                                                              | Raise a Native                                                              | Raise a Native    |
| 父 キングカメハメハ 2001 鹿毛   | 父の父Kingmambo 1990 鹿毛                                                   | Mr. Prospector                                                              | Gold Digger                                                                 |                   |
| 父 キングカメハメハ 2001 鹿毛   | 父の父Kingmambo 1990 鹿毛                                                   | Miesque                                                                     | Nureyev                                                                     | Nureyev           |
| 父 キングカメハメハ 2001 鹿毛   | 父の父Kingmambo 1990 鹿毛                                                   | Miesque                                                                     | Pasadoble                                                                   |                   |
| 父 キングカメハメハ 2001 鹿毛   | 父の母*マンファス Manfath 1991 黒鹿毛                                       | *ラストタイクーン                                                           | *トライマイベスト                                                           | *トライマイベスト |
| 父 キングカメハメハ 2001 鹿毛   | 父の母*マンファス Manfath 1991 黒鹿毛                                       | *ラストタイクーン                                                           | Mill Princess                                                               |                   |
| 父 キングカメハメハ 2001 鹿毛   | 父の母*マンファス Manfath 1991 黒鹿毛                                       | Pilot Bird                                                                  | Blakeney                                                                    | Blakeney          |
| 父 キングカメハメハ 2001 鹿毛   | 父の母*マンファス Manfath 1991 黒鹿毛                                       | Pilot Bird                                                                  | The Dancer                                                                  |                   |
| 母 クイーンオリーブ 2008 青鹿毛 | 母の父マンハッタンカフェ 1998 青鹿毛                                        | *サンデーサイレンス                                                         | Halo                                                                        | Halo              |
| 母 クイーンオリーブ 2008 青鹿毛 | 母の父マンハッタンカフェ 1998 青鹿毛                                        | *サンデーサイレンス                                                         | Wishing Well                                                                |                   |
| 母 クイーンオリーブ 2008 青鹿毛 | 母の父マンハッタンカフェ 1998 青鹿毛                                        | *サトルチェンジ                                                             | Law Society                                                                 | Law Society       |
| 母 クイーンオリーブ 2008 青鹿毛 | 母の父マンハッタンカフェ 1998 青鹿毛                                        | *サトルチェンジ                                                             | Santa Luciana                                                               |                   |
| 母 クイーンオリーブ 2008 青鹿毛 | 母の母オリーブブランチ 2002 鹿毛                                            | Machiavellian                                                               | Mr. Prospector                                                              | Mr. Prospector    |
| 母 クイーンオリーブ 2008 青鹿毛 | 母の母オリーブブランチ 2002 鹿毛                                            | Machiavellian                                                               | Coup de Folie                                                               |                   |
| 母 クイーンオリーブ 2008 青鹿毛 | 母の母オリーブブランチ 2002 鹿毛                                            | *ソプラニーノ                                                               | Theatrical                                                                  | Theatrical        |
| 母 クイーンオリーブ 2008 青鹿毛 | 母の母オリーブブランチ 2002 鹿毛                                            | *ソプラニーノ                                                               | My Darling One                                                              |                   |
| 母系(F-No.)                     | ソプラニーノ(USA)系(FN:16)                                                  | ソプラニーノ(USA)系(FN:16)                                                  | ソプラニーノ(USA)系(FN:16)                                                  | [ § 3 ]           |
| 5代内の近親交配                 | Mr. Prospector 3×4 Nureyev 4×5 Halo 4･5（母内） Northern Dancer 5･5（父内） | Mr. Prospector 3×4 Nureyev 4×5 Halo 4･5（母内） Northern Dancer 5･5（父内） | Mr. Prospector 3×4 Nureyev 4×5 Halo 4･5（母内） Northern Dancer 5･5（父内） | [ § 4 ]           |
| 出典                            | 1. 2. 3. 4.                                                                 | 1. 2. 3. 4.                                                                 | 1. 2. 3. 4.                                                                 | 1. 2. 3. 4.       |

- 3代母ソプラニーノの半兄に1995年安田記念勝ち馬のハートレイクがいる。
- 6代母Marshuaは1965年CCAオークス勝ち馬。
- その他主な近親にテンソヴリンズ（ミドルパークステークス、ジュライカップ）、ベルラップ（京都2歳ステークス）、ダンツシアトル（宝塚記念）サヨウナラ（エンプレス杯）